# IC 3598
IC 3598 је спирална галаксија у сазвјежђу Береникина коса која се налази на листи објеката дубоког неба у Индекс каталогу.
Деклинација објекта је + 28° 12' 32" а ректасцензија 12h 37m 21,0s. Привидна величина (магнитуда) објекта IC 3598 износи 14,0 а фотографска магнитуда 14,8. IC 3598 је још познат и под ознакама UGC 7791, MCG 5-30-40, CGCG 159-33, NPM1G +28.0235, PGC 42137.